# DeWitt (Iowa)
Pour les articles homonymes, voir DeWitt.
DeWitt est une ville du comté de Clinton, en Iowa, aux États-Unis. Elle est incorporée le 20 septembre 1858. La ville s'appelle initialement Vandenburg mais est plus tard renommée en l'honneur de DeWitt Clinton, homme politique américain, maire de New York et gouverneur de l'État de New York.

## Source de la traduction
- (en) Cet article est partiellement ou en totalité issu de l’article de Wikipédia en anglais intitulé « DeWitt, Iowa » (voir la liste des auteurs).